# TotalEnergies (ciclismo)
La TotalEnergies, nota in passato come Bonjour, Bouygues, Europcar e Direct Énergie, è una squadra maschile francese di ciclismo su strada con licenza di UCI ProTeam, attiva dal 2000.
Fondata dall'ex ciclista Jean-René Bernaudeau, conta numerose partecipazioni ai Grandi giri, con dieci vittorie di tappa al Tour de France, quattro delle quali con Thomas Voeckler e tre con Pierrick Fédrigo, e un quarto posto finale con lo stesso Thomas Voeckler nell'edizione 2011 della Grande Boucle. La società ha sede a Les Essarts, in Vandea, e dal 2019 ha come sponsor principale l'azienda TotalEnergies.

## Storia

### 1991-2004: la creazione dalla Vendée U e i primi anni
Jean-René Bernaudeau e Philippe Raimbaud nel 1991 crearono una struttura di formazione di giovani ciclisti in Vandea, denominata Vendée U, che evolse fino alla prima categoria dilettantistica francese, la Nationale 1. Nel 2000, per permettere ai corridori di diventare professionisti, crearono una squadra professionistica che prese il nome di Bonjour-Toupargel, dal nome degli sponsor, Bonjour, un giornale di piccoli annunci del gruppo Vivendi, e Toupargel, società di prodotti surgelati. Il budget per la prima stagione ammontava a 10 milioni di franchi. La squadra amatoriale Vendée U rimase legata alla Bonjour come centro di formazione, andando ad affiancarla all'interno della struttura Vendée Cyclisme SA. Raimbaud divenne manager della squadra e presidente-direttore generale della Vendée Cyclisme SA, mentre Bernaudeau passò alla guida tecnica, assistito dai direttori sportivi Christian Blanchard (rimpiazzato da Christophe Faudot nel 2001), Thierry Bricaud e Christian Guiberteau. Alla creazione, la Bonjour era principalmente composta da giovani (otto neo-professionisti, tra cui Sylvain Chavanel, Sébastien Joly, Fabrice Salanson) e da corridori della dismessa Castorama, dove Jean-René Bernaudeau era stato direttore sportivo, vale a dire Franck Bouyer, Damien Nazon, François Simon e Jean-Cyril Robin; Didier Rous giunse dalla Festina.
Al terzo anno di attività, nel 2002, la squadra vinse la classifica a squadre della Coppa di Francia, nonché quella individuale con Franck Bouyer. Nel 2003 due nuovi sponsor rimpiazzarono la Bonjour, Brioches La Boulangère, azienda produttrice di viennoiseries che diede il nome alla squadra, ed il Consiglio Generale della Vandea, il cui logo andò a inserirsi sulle maglie della squadra sotto a quello del primo sponsor. Il budget ammontava tra 4,5 e 5 milioni di euro. La squadra vinse di nuovo la classifica a squadre della Coppa di Francia. Le relazioni tra Raimbaud e Bernaudeau si deteriorarono nel luglio 2003, portando all'addio di Raimbaud nell'aprile 2004 e al passaggio della direzione della Vendée Cyclisme SA a Bernaudeau. Al Tour de France 2004 Thomas Voeckler trascorse 10 giorni in maglia gialla. Alla fine della stagione, Bernaudeau licenziò Thierry Bricaud e Nicolas Guillé, accusati di aver seguito il progetto di una nuova squadra elaborato da Raimbaud per il 2005..

### 2004-2010: Bouygues Telecom

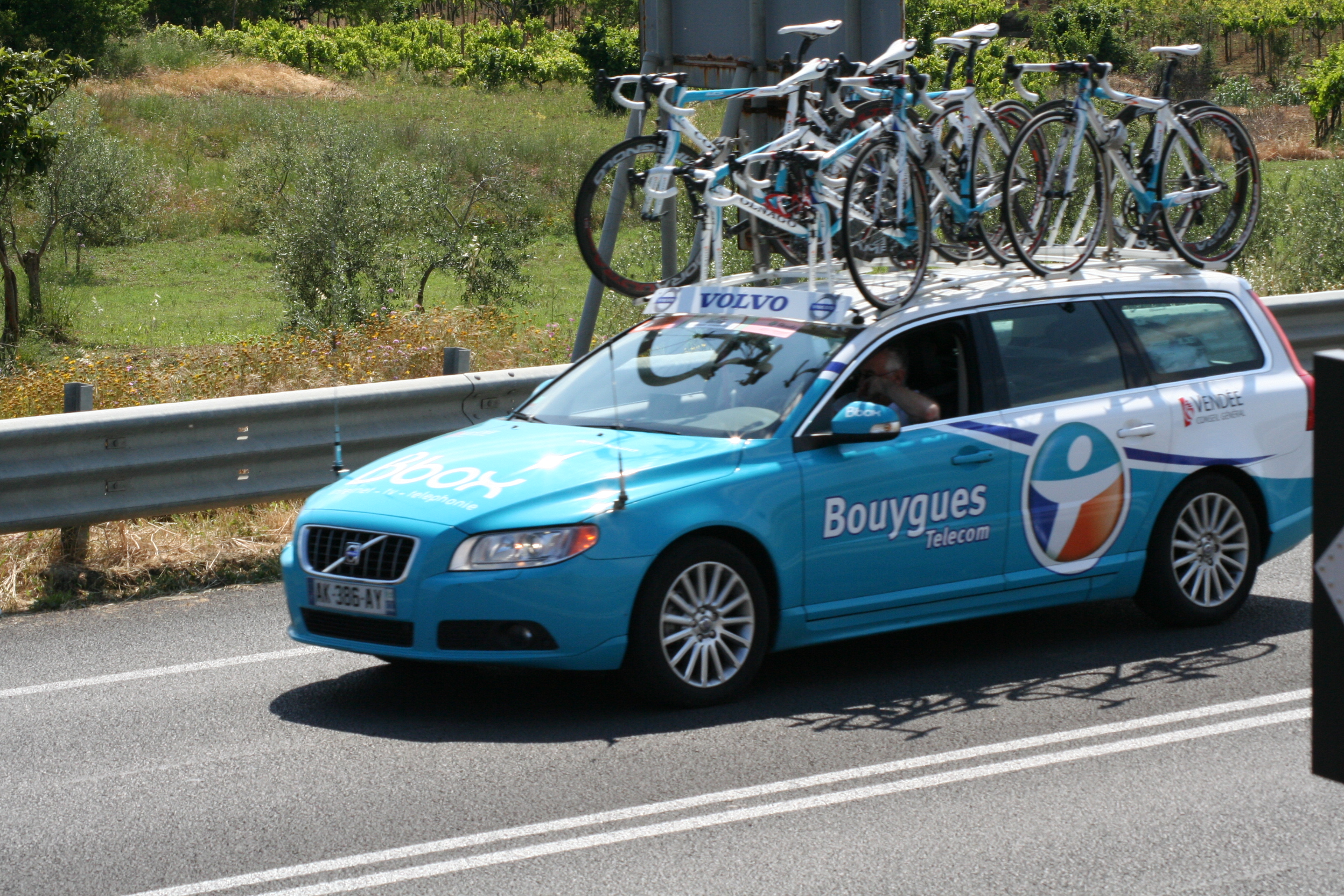
L'ammiraglia della Bouygues Telecom al Giro d'Italia 2010

Nel maggio del 2004, la Brioches La Boulangère annunciò la fine della sponsorizzazione al termine della stagione. In agosto venne trovato un nuovo sponsor, la società di telefonia Bouygues Télécom; la Vandea rimase come secondo finanziatore. Per la sua prima stagione nel circuito ProTour il budget fornito dagli sponsor ammontava tra 6 e 7 milioni di euro. Bernaudeau diventò manager della squadra, mentre Ismael Mottier e Dominique Arnould vennero inseriti nello staff tecnico. Nel 2005 giunsero in rosa l'ex campione del mondo Laurent Brochard dall'AG2R Prévoyance e Pierrick Fédrigo dalla Crédit Agricole: il primo vinse la Parigi-Camembert, il secondo la Quatre Jours de Dunkerque e il titolo nazionale in linea.
Nel 2006 Benoît Génauzeau e Philippe Mauduit si aggiunsero allo staff tecnico; venne inoltre messo sotto contratto lo spagnolo Xavier Florencio, che già quell'anno si impose nella Clásica San Sebastián, valida per il calendario ProTour. Voeckler si aggiudicò una tappa al Giro dei Paesi Baschi e la Parigi-Bourges, mentre Fédrigo, al termine di una fuga, fece sua la frazione di Gap al Tour de France, dando alla squadra la prima vittoria alla Grande Boucle. Nel 2007 Voeckler si aggiudicò il Grand Prix de Ouest-France; l'anno dopo si misero invece in evidenza soprattutto Fédrigo, vincitore di una tappa alla Volta Ciclista a Catalunya e del Grand Prix de Ouest-France, e il neo-acquisto Jurij Trofimov, capace di imporsi in una frazione del Critérium du Dauphiné Libéré.
Nel 2009 il nome della squadra divenne BBox Bouygues Telecom, dal nome del box ADSL e dell'offerta internet della Bouygues Telecom. Voeckler e Fédrigo vinsero una frazione ciascuno al Tour de France 2009; Voeckler colse altri quattro successi in stagione mentre Fédrigo fece sua una tappa al Critérium du Dauphiné Libéré. Il 18 settembre 2009, l'Unione Ciclistica Internazionale annunciò la decisione di non prolungare la licenza ProTour della squadra, spostandola di fatto nella categoria Professional Continental per la stagione 2010. Nonostante l'intenzione iniziale di mettere fine alla sponsorizzazione, Bouygues Telecom mantenne anche per la nuova stagione un finanziamento di 5,5 milioni di euro. Al Tour de France 2010, come già l'anno prima, Voeckler e Fédrigo vinsero una tappa ciascuno; Johann Tschopp li imitò al Giro d'Italia, vincendo sul Passo del Tonale. Lo stesso Voeckler si aggiudicò anche il titolo nazionale in linea e il Grand Prix Cycliste de Québec, Nicolas Vogondy (giunto quell'anno dall'Agritubel) il titolo francese a cronometro e una frazione al Critérium du Dauphiné, William Bonnet una tappa alla Parigi-Nizza.

### 2011-2015: Europcar

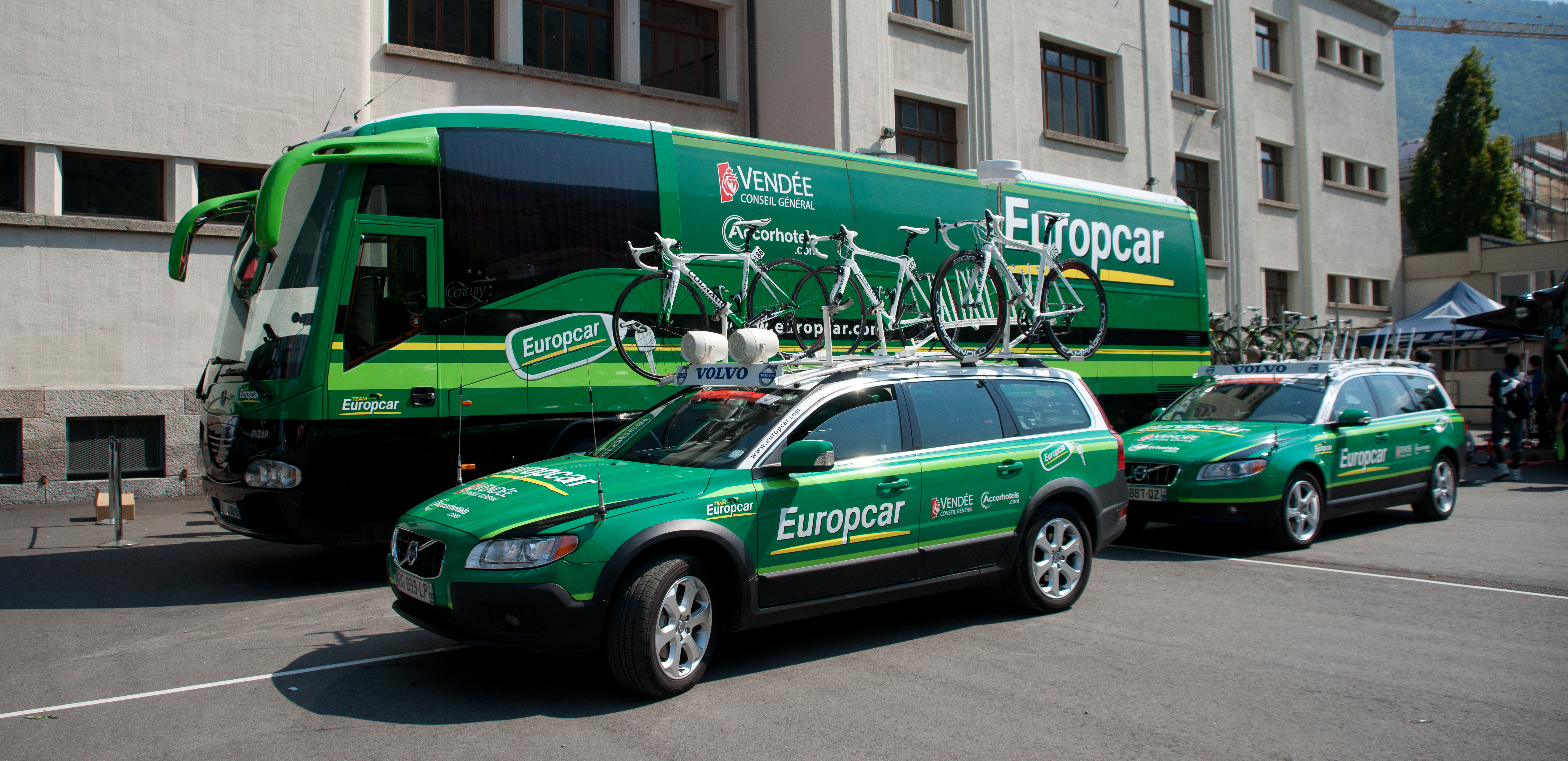
Veicoli del Team Europecar, qui impegnati nel Tour de Romandie 2011

Con la fine della stagione 2010, la Bouygues Telecom termina la sponsorizzazione e la squadra va vicino alla dismissione, fino all'arrivo di un nuovo sponsor, l'azienda di autonoleggio Europcar. Il team perde Fédrigo e Vogondy, ma mantiene in rosa il capitano Voeckler, a cui si aggiungono Christophe Kern, Kévin Réza e Sébastien Chavanel. Alla formazione viene confermata la licenza Professional Continental. Il team ben figura al Tour de France: Voeckler indossa per 10 giorni la maglia gialla e conclude al quarto posto in classifica generale mentre il suo giovane compagno Pierre Rolland conquista la diciannovesima tappa sull'Alpe d'Huez e la maglia bianca di miglior giovane. Durante l'anno Voeckler vince anche due tappe alla Parigi-Nizza e la Quatre Jours de Dunkerque, mentre Kern vince una tappa al Critérium du Dauphiné e il titolo nazionale a cronometro.

### Dal 2016: Direct Énergie/Total
Dal 1º gennaio 2016, Direct Énergie è il nuovo sponsor della squadra ciclistica professionistica su strada francese "SA Vendée Cyclisme", che prende quindi il nome di "Team Direct Énergie".
Dall'11 aprile 2019, la Total, dopo l'acquisizione di Direct Énergie, subentra come nuovo sponsor. La prima apparizione della squadra con nuovo nome è alla Parigi-Roubaix 2019.

## Cronistoria

### Annuario
| Anno | Codice  | Nome                                                                     | Cat. | Biciclette       | Dirigenza |
| ---- | ------- | ------------------------------------------------------------------------ | ---- | ---------------- | --- |
| 2000 | BJT     | Bonjour-Toupargel                                                        | GSII | Time             | Manager: Philippe Raimbaud Dir. sportivi: Jean-René Bernaudeau, Christian Blanchard, Thierry Bricaud, Christian Guiberteau                                                 |
| 2001 | BJR     | Bonjour                                                                  | GSII | Time             | Manager: Philippe Raimbaud Dir. sportivi: Jean-René Bernaudeau, Thierry Bricaud, Christophe Faudot, Christian Guiberteau                                                   |
| 2002 | BJR     | Bonjour                                                                  | GSI  | Time             | Manager: Philippe Raimbaud Dir. sportivi: Jean-René Bernaudeau, Thierry Bricaud, Christophe Faudot, Christian Guiberteau                                                   |
| 2003 | BLB     | Brioches La Boulangère                                                   | GSI  | Time             | Manager: Philippe Raimbaud Dir. sportivi: Jean-René Bernaudeau, Thierry Bricaud, Christophe Faudot, Christian Guiberteau                                                   |
| 2004 | BLB     | Brioches La Boulangère                                                   | GSI  | Time             | Manager: Philippe Raimbaud Dir. sportivi: Jean-René Bernaudeau, Thierry Bricaud, Christophe Faudot, Christian Guiberteau                                                   |
| 2005 | BTL     | Bouygues Télécom                                                         | PT   | Time             | Manager: Jean-René Bernaudeau Dir. sportivi: Dominique Arnould, Christophe Faudot, Christian Guiberteau, Ismaël Mottier                                                    |
| 2006 | BTL     | Bouygues Télécom                                                         | PT   | Time             | Manager: Jean-René Bernaudeau Dir. sportivi: Dominique Arnould, Christophe Faudot, Benoît Génauzeau, Christian Guiberteau, Philippe Mauduit, Ismaël Mottier                |
| 2007 | BTL     | Bouygues Télécom                                                         | PT   | Time             | Manager: Jean-René Bernaudeau Dir. sportivi: Dominique Arnould, Benoît Génauzeau, Christian Guiberteau, Philippe Mauduit, Ismaël Mottier                                   |
| 2008 | BTL     | Bouygues Télécom                                                         | PT   | Time             | Manager: Jean-René Bernaudeau Dir. sportivi: Dominique Arnould, Benoît Génauzeau, Christian Guiberteau, Philippe Mauduit, Ismaël Mottier                                   |
| 2009 | BBO     | Bbox Bouygues Telecom                                                    | PT   | Time             | Manager: Jean-René Bernaudeau Dir. sportivi: Dominique Arnould, Christian Guiberteau, Philippe Mauduit, Ismaël Mottier, Didier Rous                                        |
| 2010 | BTL     | Bbox Bouygues Telecom                                                    | PCT  | Colnago          | Manager: Jean-René Bernaudeau Dir. sportivi: Dominique Arnould, Ismaël Mottier, Jean-François Rodriguez, Didier Rous                                                       |
| 2011 | EUC     | Team Europcar                                                            | PCT  | Colnago          | Manager: Jean-René Bernaudeau Dir. sportivi: Dominique Arnould, Pierre Guevel, Ismaël Mottier                                                                              |
| 2012 | EUC     | Team Europcar                                                            | PCT  | Colnago          | Manager: Jean-René Bernaudeau Dir. sportivi: Dominique Arnould, Andy Flickinger, Pierre Guevel, Ismaël Mottier                                                             |
| 2013 | EUC     | Team Europcar                                                            | PCT  | Colnago          | Manager: Jean-René Bernaudeau Dir. sportivi: Dominique Arnould, Andy Flickinger, Ismaël Mottier                                                                            |
| 2014 | EUC     | Team Europcar                                                            | WT   | Colnago          | Manager: Jean-René Bernaudeau Dir. sportivi: Dominique Arnould, Andy Flickinger, Ismaël Mottier                                                                            |
| 2015 | EUC     | Team Europcar                                                            | PCT  | Colnago          | Manager: Jean-René Bernaudeau Dir. sportivi: Dominique Arnould, Andy Flickinger, Ismaël Mottier, Benoît Génauzeau, Lylian Lebreton                                         |
| 2016 | DEN     | Direct Énergie                                                           | PCT  | BH Bikes         | Manager: Jean-René Bernaudeau Dir. sportivi: Dominique Arnould, Jimmy Engoulvent, Benoît Génauzeau, Lylian Lebreton                                                        |
| 2017 | DEN     | Direct Énergie                                                           | PCT  | BH Bikes         | Manager: Jean-René Bernaudeau Dir. sportivi: Dominique Arnould, Jimmy Engoulvent, Benoît Génauzeau, Lylian Lebreton, Thibaut Mace                                          |
| 2018 | TDE     | Direct Énergie                                                           | PCT  | Wilier Triestina | Manager: Jean-René Bernaudeau Dir. sportivi: Dominique Arnould, Benoît Génauzeau, Lylian Lebreton, Thibaut Mace                                                            |
| 2019 | TDE     | Direct Énergie (fino al 10 aprile) Total Direct Énergie (dall'11 aprile) | PCT  | Wilier Triestina | Manager: Jean-René Bernaudeau Dir. sportivi: Dominique Arnould, Benoît Génauzeau, Lylian Lebreton, Alexis Loiseau, Thibaut Mace, Maxime Robin                              |
| 2020 | TDE     | Total Direct Énergie                                                     | PRT  | Wilier Triestina | Manager: Jean-René Bernaudeau Dir. sportivi: Dominique Arnould, Benoît Génauzeau, Morgan Lamosson, Lylian Lebreton, Alexis Loiseau, Thibaut Mace                           |
| 2021 | TDE TEN | Total Direct Énergie (fino al 15 giugno) TotalEnergies (dal 16 giugno)   | PRT  | Wilier Triestina | Manager: Jean-René Bernaudeau Dir. sportivi: Dominique Arnould, Benoît Génauzeau, Lylian Lebreton, Alexis Loiseau, Thibaut Mace, Maxime Robin                              |
| 2022 | TEN     | TotalEnergies                                                            | PRT  | Specialized      | Manager: Jean-René Bernaudeau Dir. sportivi: Benoît Génauzeau, Dominique Arnould, Lylian Lebreton, Alexis Loiseau, Thibaut Mace, Maxime Robin, Ján Valach, Jens Van Beylen |
| 2023 | TEN     | TotalEnergies                                                            | PRT  | Specialized      | Manager: Jean-René Bernaudeau Dir. sportivi: Benoît Génauzeau, Dominique Arnould, Lylian Lebreton, Alexis Loiseau, Thibaut Mace, Maxime Robin, Ján Valach, Jens Van Beylen |
| 2024 | TEN     | TotalEnergies                                                            | PRT  | ENVE             | Manager: Jean-René Bernaudeau Dir. sportivi: Benoît Génauzeau, Dominique Arnould, Lylian Lebreton, Alexis Loiseau, Thibaut Mace, Maxime Robin, Romain Sicard               |
| 2025 | TEN     | TotalEnergies                                                            | PRT  | ENVE             | Manager: Jean-René Bernaudeau Dir. sportivi: Benoît Génauzeau, Dominique Arnould, Lylian Lebreton, Cyril Lemoine, Alexis Loiseau, Thibaut Mace, Maxime Robin               |

### Classifiche UCI
| Anno | Classifica    | Pos. | Migliore cl. individuale |
| ---- | ------------- | ---- | ------------------------ |
| 2000 | GSII          | 5º   | Didier Rous (106º)       |
| 2001 | GSII          | 4º   | Didier Rous (27º)        |
| 2002 | GSI           | 27º  | Sylvain Chavanel (83º)   |
| 2003 | GSI           | 19º  | Sylvain Chavanel (36º)   |
| 2004 | GSI           | 16º  | Jérôme Pineau (35º)      |
| 2005 | ProTour       | 17º  | Anthony Geslin (62º)     |
| 2006 | ProTour       | 19º  | Xavier Florencio (58º)   |
| 2007 | ProTour       | 16º  | Thomas Voeckler (52º)    |
| 2008 | ProTour       | 15º  | Pierrick Fédrigo (15º)   |
| 2009 | World Cal.    | 19º  | Pierrick Fédrigo (51°)   |
| 2010 | Africa T.     | 2º   | Anthony Charteau (6º)    |
| 2010 | Europe T.     | 12º  | Pierrick Fédrigo (12º)   |
| 2010 | Oceania T.    | 5º   | Yukiya Arashiro (6º)     |
| 2010 | World Cal.    | 19º  | Thomas Voeckler (41º)    |
| 2011 | Africa T.     | 2º   | Anthony Charteau (8º)    |
| 2011 | America T.    | 41º  | David Veilleux (382º)    |
| 2011 | Asia T.       | 14º  | Yukiya Arashiro (7º)     |
| 2011 | Europe T.     | 8º   | Thomas Voeckler (5º)     |
| 2012 | Africa T.     | 3º   | Anthony Charteau (11º)   |
| 2012 | Asia T.       | 41º  | Matteo Pelucchi (139º)   |
| 2012 | Europe T.     | 8º   | Thomas Voeckler (17º)    |
| 2013 | Africa T.     | 3º   | Yohann Gène (3º)         |
| 2013 | Asia T.       | 23º  | Yukiya Arashiro (29º)    |
| 2013 | Europe T.     | 1º   | Bryan Coquard (2º)       |
| 2014 | World T.      | 18º  | Pierre Rolland (36º)     |
| 2015 | Africa T.     | 5º   | Dan Craven (35º)         |
| 2015 | America T.    | 45º  | Yukiya Arashiro (273º)   |
| 2015 | Asia T.       | 42º  | Yukiya Arashiro (67º)    |
| 2015 | Europe T.     | 12º  | Bryan Coquard (8º)       |
| 2016 | Africa T.     | 5º   | Adrien Petit (12º)       |
| 2016 | America T.    | 34º  | Antoine Duchesne (170º)  |
| 2016 | Europe T.     | 2º   | Bryan Coquard (4º)       |
| 2017 | Africa T.     | 5º   | Yohann Gène (12º)        |
| 2017 | America T.    | 48º  | Ryan Anderson (354º)     |
| 2017 | Europe T.     | 6º   | Lilian Calmejane (12º)   |
| 2018 | Africa T.     | 8º   | Damien Gaudin (34º)      |
| 2018 | Asia T.       | 101º | Rein Taaramäe (498º)     |
| 2018 | Europe T.     | 4º   | Lilian Calmejane (17º)   |
| 2019 | World Ranking | 16º  | Anthony Turgis (64º)     |
| 2019 | Europe T.     | 1º   | Anthony Turgis (52º)     |
| 2020 | World Ranking | 24º  | Anthony Turgis (85º)     |
| 2020 | Europe T.     | 5º   | Anthony Turgis (70º)     |
| 2021 | World Ranking | 22º  | Anthony Turgis (86º)     |
| 2021 | Europe T.     | 3º   | Anthony Turgis (72º)     |

## Palmarès
Aggiornato al 5 luglio 2025.

### Grandi Giri
- Giro d'Italia

Partecipazioni: 7 (2001, 2005, 2006, 2007, 2009, 2010, 2014)
Vittorie di tappa: 1
2010: 1 (Johann Tschopp)
Vittorie finali: 0
Altre classifiche: 0
- Tour de France

Partecipazioni: 26 (2000, 2001, 2002, 2003, 2004, 2005, 2006, 2007, 2008, 2009, 2010, 2011, 2012, 2013, 2014, 2015, 2016, 2017, 2018, 2019, 2020, 2021, 2022, 2023, 2024, 2025)
Vittorie di tappa: 11
2006: 1 (Pierrick Fédrigo)
2009: 2 (Pierrick Fédrigo, Thomas Voeckler)
2010: 2 (Thomas Voeckler, Pierrick Fédrigo)
2011: 1 (Pierre Rolland)
2012: 3 (2 Thomas Voeckler, Pierre Rolland)
2017: 1 (Lilian Calmejane)
2024: 1 (Anthony Turgis)
Vittorie finali: 0
Altre classifiche: 3
2010: Scalatori (Anthony Charteau)
2011: Giovani (Pierre Rolland)
2012: Scalatori (Thomas Voeckler)
- Vuelta a España

Partecipazioni: 11 (2005, 2006, 2007, 2008, 2009, 2010, 2014, 2015, 2016, 2020, 2023)
Vittorie di tappa: 2
2016: 1 (Lilian Calmejane)
2023: 1 (Geoffrey Soupe)
Vittorie finali: 0
Altre classifiche: 0

### Campionati nazionali
- Campionati eritrei: 1

Cronometro: 2014 (Natnael Berhane)
- Campionati estoni: 2

In linea: 2007 (Erki Pütsep)
Cronometro: 2019 (Rein Taaramäe)
- Campionati francesi: 7

In linea: 2001, 2003 (D. Rous); 2004 (T. Voeckler); 2005 (P. Fédrigo); 2010 (T. Voeckler)
Cronometro: 2010 (N. Vogondy); 2011 (C. Kern)
- Campionati giapponesi: 1

In linea: 2013 (Yukiya Arashiro)
- Campionati namibiani: 1

In linea: 2015 (Dan Craven)
- Campionati olandesi: 2

In linea: 2006, 2007 (Stef Clement)

## Organico 2025
Aggiornato al 1º agosto 2025.

### Staff tecnico
|  | Naz.               | Ruolo | Sportivo             |  |  |  |
|  | ------------------ | ----- | -------------------- |  |  |  |
|  | Francia (bandiera) | GM    | Jean-René Bernaudeau |  |  |  |
|  | Francia (bandiera) | DS    | Benoît Génauzeau     |  |  |  |
|  | Francia (bandiera) | DS    | Dominique Arnould    |  |  |  |
|  | Francia (bandiera) | DS    | Lylian Lebreton      |  |  |  |
|  | Francia (bandiera) | DS    | Cyril Lemoine        |  |  |  |
|  | Francia (bandiera) | DS    | Alexis Loiseau       |  |  |  |
|  | Francia (bandiera) | DS    | Thibaut Macé         |  |  |  |
|  | Francia (bandiera) | DS    | Maxime Robin         |  |  |  |

### Rosa
|  | Naz.                     |  | Sportivo            | Anno |  |  |
|  | ------------------------ |  | ------------------- | ---- |  |  |
|  | Francia (bandiera)       |  | Mathéo Barusseau    | 2005 |  |  |
|  | Francia (bandiera)       |  | Lucas Boniface      | 2000 |  |  |
|  | Francia (bandiera)       |  | Thomas Bonnet       | 1998 |  |  |
|  | Francia (bandiera)       |  | Rayan Boulahoite    | 2004 |  |  |
|  | Francia (bandiera)       |  | Alexys Brunel       | 2004 |  |  |
|  | Francia (bandiera)       |  | Mathieu Burgaudeau  | 1998 |  |  |
|  | Francia (bandiera)       |  | Alessio Cialone     | 2003 |  |  |
|  | Belgio (bandiera)        |  | Steff Cras          | 1996 |  |  |
|  | Francia (bandiera)       |  | Florian Dauphin     | 1999 |  |  |
|  | Francia (bandiera)       |  | Joris Delbove       | 2000 |  |  |
|  | Francia (bandiera)       |  | Alexandre Delettre  | 1997 |  |  |
|  | Francia (bandiera)       |  | Fabien Doubey       | 1993 |  |  |
|  | Francia (bandiera)       |  | Sandy Dujardin      | 1997 |  |  |
|  | Francia (bandiera)       |  | Thomas Gachignard   | 2000 |  |  |
|  | Francia (bandiera)       |  | Fabien Grellier     | 1994 |  |  |
|  | Francia (bandiera)       |  | Lucas Grolier       | 2000 |  |  |
|  | Francia (bandiera)       |  | Émilien Jeannière   | 1998 |  |  |
|  | Francia (bandiera)       |  | Jordan Jegat        | 1999 |  |  |
|  | Francia (bandiera)       |  | Alan Jousseaume     | 1998 |  |  |
|  | Francia (bandiera)       |  | Pierre Latour       | 1993 |  |  |
|  | Francia (bandiera)       |  | Samuel Leroux       | 1994 |  |  |
|  | Francia (bandiera)       |  | Theo Lévêque        | 2004 |  |  |
|  | Francia (bandiera)       |  | Lorrenzo Manzin     | 1994 |  |  |
|  | Francia (bandiera)       |  | Nicola Marcerou     | 2002 |  |  |
|  | Gran Bretagna (bandiera) |  | Adam Mitchell       | 2002 |  |  |
|  | Italia (bandiera)        |  | Daniel Oss          | 1987 |  |  |
|  | Francia (bandiera)       |  | Valentin Retailleau | 2000 |  |  |
|  | Francia (bandiera)       |  | Geoffrey Soupe      | 1988 |  |  |
|  | Francia (bandiera)       |  | Jason Tesson        | 1998 |  |  |
|  | Francia (bandiera)       |  | Anthony Turgis      | 1994 |  |  |
|  | Francia (bandiera)       |  | Baptiste Vadic      | 2002 |  |  |
|  | Francia (bandiera)       |  | Mattéo Vercher      | 2001 |  |  |